# Nora Lam
Nora Lam (4. září 1932 Peking – 2. února 2004) byla čínská křesťanka, která založila Nora Lam Ministries International. Až do svého útěku do Hongkongu žila v Čínské lidové republice.

## Životopis
Narodila se v misionářské nemocnici v čínském Pekingu. Hned po narození byla svými rodiči opuštěna a o šest měsíců později ji adoptovali pan a paní Sungovi, prominentní šanghajský pár. Její adoptivní matka byla členkou Organizace nejbohatších rodin v Šangaji (Shanghai's wealthiest families). Její adoptivní otec se narodil 11. září 1900 a studoval ve Francii, kde se mu dostalo i jistého katolického vzdělání. Přesto nebyl věřící. Nora byla pojmenována Neng Yee Sung a sama o svém dětství prohlásila, že byla hýčkána a rozmazlována.
Konflikt na pekinském mostě Marca Pola vedl v roce 1937 k válce s Japonským císařstvím. Když v roce 1939 napadla japonská císařská armáda Šanghaj, musela devítiletá Sung se svými rodiči uprchnout. Žili pak u nevlastní babičky ve francouzské koncesi v Šanghaji. V roce 1941 navštěvovala Nora McTyeiryho dívčí školu a internát, kde poprvé uslyšela o křesťanství. Během pobytu zde měla vidění anděla strážného, který vypadal jako starý muž. Tento anděl jí pomáhal a radil po celý její život. V roce 1942, kdy jí bylo deset let, musela její rodina opět uprchnout před Japonci, tentokrát do domu jejího dědečka v Čchung-čchingu, který byl během války Čankajškovým hlavním městem. Rodina ušla oněch téměř 2 400 kilometrů převážně pěšky.

### Návrat do Šanghaje
Po skončení 2. světové války se rodina Sungových v roce 1945 navrátila do Šanghaje. Nořin otec začal opět pracovat jako lékař v nemocnici a Nora byla přijata na prestižní internátní dívčí školu Mary Farnhamové, kterou vedli presbyteriánští misionáři.
Po ukončení čínské občanské války v roce 1949 se Nora zapsala na fakultu politických věd a práva na univerzitě v Su-čou, protože se chtěla stát právníkem. Absolvovala v roce 1953 jako třetí ve třídě a stala se asistentkou vyučující právo a historii. Seznámila se přitom s jiným studentem práv Čcheng Šen Lamem a zamilovala se do něj. V roce 1955 se za něj provdala a koncem roku se jim narodil syn.